# Фурман, Изабель
Изабель Фурман (англ. Isabelle Fuhrman; род. 25 февраля 1997, Вашингтон, округ Колумбия, США) — американская актриса. Наиболее известна по роли Эстер / Лины в фильмах «Дитя тьмы» и «Дитя тьмы: Первая жертва», а также Мирты в антиутопии «Голодные игры».

## Биография
Изабель Фурман родилась в Вашингтоне. Её мать — Элина Фурман (в девичестве Козмиц), журналистка телеканала CNN, писательница и ЗОЖ-активистка. Элина имеет русско-еврейское происхождение (она родилась в Советской Молдавии и проживала в Москве) и эмигрировала в США вместе с матерью Ритой Козмиц в 1989 году. Отец — Ник Фурман, бывший политик и бизнес-консультант, ирландец по происхождению. У Изабель есть старшая сестра Мэделин, певица и музыкант. В 1999 году семья переехала в Атланту, штат Джорджия. С 2009 года Изабель с семьёй проживает в Лос-Анджелесе.
Фурман обучалась в частной школе Бакли в Шерман-Оуксе. Она также некоторое время посещала занятия в Королевской академии драматического искусства и Вестминстерской школе. В 2015 году закончила Высшую онлайн-школу Стэнфордского университета.
Свою карьеру Фурман начала в 7 лет, когда её заметил кастинг-директор телеканала Cartoon Network, пригласивший актрису на шоу Cartoon Fridays. Её ранние работы включали роль Грейс О’Нил в пилотном эпизоде телесериала «Правосудие», а также появление в национальных рекламных роликов брендов Pizza Hut и Kmart.
На большом экране Изабель дебютировала в 2007 году, снявшись в скандальном фильме «Затравленная». Далее она появилась в эпизоде сериала «Говорящая с призраками» в роли Гретхен Деннис, за которую получила номинацию на премию «Молодой актёр». Затем Фурман была выбрана на главную роль в фильм «Дитя тьмы» среди множества других молодых актрис. Её перевоплощение в персонажа Эстер Коулман, страдающей карликовостью, было положительно оценено критиками, и принесло Фурман первую известность.
В 2011 году Фурман сыграла Энджи Вандермеер в фильме «Бульвар спасения» (основанном на романе Ларри Бейнхарта), премьера которого состоялась на кинофестивале «Сандэнс». В следующем году актриса появилась в роли Мирты в антиутопии «Голодные игры». Первоначально Фурман прослушивалась на роль Китнисс Эвердин, однако из-за слишком юного возраста ей в итоге предложили сыграть персонажа Мирту.
В 2015—2016 годах Фурман снялась в 9 эпизодах телесериала «Мастера секса» в роли Тессы, дочери Вирджинии Джонсон (Лиззи Каплан). В 2016 году вышли фильмы «Мобильник» (основанный на романе Стивена Кинга) и «Дорогая Элеонора» с её участием.
В 2021 году Фурман появилась в спортивной драме «Мания», сыграв студентку, одержимой победой в академической гонке по гребле. Её исполнение получило похвалу критиков, в частности, Джеймс Берардинелли назвал образ актрисы «трансформацией уровня Дэниела Дэй-Льюиса» и «лучшим перевоплощением года». За фильм она получила награду кинофестиваля «Трайбека» и номинировалась на премию «Независимый дух». В следующем году вышел фильм «Дитя тьмы: Первая жертва», в котором Фурман вернулась к исполнению роли Эстер. Её игра вновь получила высокую оценку критиков.

## Фильмография

### Фильмы
| Год  | Название                          | Роль           | Примечания          |
| ---- | --------------------------------- | -------------- | ------------------- |
| 2007 | Затравленная                      | «Кузнечик»     |                     |
| 2009 | Дитя тьмы                         | Эстер          |                     |
| 2010 | Шевели ластами!                   | Детеныш Шелли  | Озвучка             |
| 2011 | Бульвар спасения                  | Энджи          |                     |
| 2011 | Со склонов Кокурико               | Сора Мацузаки  | Озвучка             |
| 2012 | Голодные игры                     | Мирта          |                     |
| 2013 | Целитель                          | Мишель         |                     |
| 2013 | После нашей эры                   | Райана         | В титрах не указана |
| 2014 | Дикая природа Джеймса             | Вэл            |                     |
| 2014 | Снежная королева 2: Перезаморозка | Альфида        | Озвучка             |
| 2016 | Мобильник                         | Алиса Максвелл |                     |
| 2016 | Дорогая Элеонора                  | Максин Вакс    |                     |
| 2016 | Одна ночь                         | Би             |                     |
| 2018 | Дальше по коридору                | Иззи           |                     |
| 2018 | Хорошие девочки уходят в отрыв    | Морган         |                     |
| 2018 | Одержимый                         | Данни Фрост    |                     |
| 2020 | Кассета                           | Пэрл           |                     |
| 2021 | Мания                             | Алекс          |                     |
| 2021 | Последнее, что видела Мэри        | Элеанор        |                     |
| 2021 | Клаустрофобы 2: Лига выживших     | Клэр           | Расширенная версия  |
| 2022 | Дитя тьмы: Первая жертва          | Эстер / Лина   |                     |
| TBA  | Шероэс                            | Эзра           | Постпродакшн        |
| 2024 | Блок 234                          | Лори Солтейр   | Постпродакшн        |

### Телевидение
| Год        | Название               | Роль           | Примечания                                      |
| ---------- | ---------------------- | -------------- | ----------------------------------------------- |
| 2006       | Правосудие             | Грейс О’Нил    | Эпизод: «Пилот»                                 |
| 2008       | Говорящая с призраками | Гретхен Деннис | Эпизод: «Кусочки тебя»                          |
| 2010       | Признаю себя виновным  | Кэрри          | Телевизионный фильм                             |
| 2011       | Только правда          | Лирика Бирна   | Эпизод: «Идеальный свидетель»                   |
| 2013, 2020 | Время приключений      | Секо           | Озвучивание; эпизоды: «Убежище», «Снова вместе» |
| 2015       | Мастера секса          | Тесса Джонсон  | Повторяющаяся роль, 8 эпизодов                  |

### Компьютерные игры
| Год  | Название                           | Роль               | Примечания             |
| ---- | ---------------------------------- | ------------------ | ---------------------- |
| 2007 | Disney Princess: Enchanted Journey | девушка с амнезией | Озвучка                |
| 2012 | Hitman: Absolution                 | Виктория           | Озвучка                |
| 2016 | Let It Die                         | Грибной судья      | Озвучка                |
| 2016 | Sid Meier's Civilization VI        | цитата             | Технологическая цитата |

## Награды и номинации
| Год  | Награда                            | Категория                                                               | Работа                 | Результат |
| ---- | ---------------------------------- | ----------------------------------------------------------------------- | ---------------------- | --------- |
| 2009 | Молодой актёр                      | Лучшая роль в телесериале – Приглашенная молодая актриса в главной роли | Говорящая с призраками | Номинация |
| 2009 | Dublin Film Critics' Circle Awards | Лучшая актриса – 4-е место                                              | Дитя тьмы              | Победа    |
| 2009 | Fright Meter Awards                | Лучшая актриса                                                          | Дитя тьмы              | Победа    |
| 2010 | Fangoria Chainsaw Awards           | Лучшая актриса второго плана                                            | Дитя тьмы              | Номинация |
| 2014 | Behind the Voice Actors Awards     | Лучший вокальный ансамбль в полнометражном аниме-фильме                 | Со склонов Кокурико    | Номинация |
| 2016 | Madrid International Film Festival | Лучшая актриса главной роли                                             | Целитель               | Номинация |
| 2021 | Кинофестиваль «Трайбека»           | Лучшая актриса в главной роли                                           | Мания                  | Победа    |
| 2022 | Независимый дух                    | Лучшая женская роль                                                     | Мания                  | Номинация |